# José de Aquino Tanajura (filho)
José de Aquino Tanajura (Salvador, 16 de setembro de 1831 — Livramento de Nossa Senhora, 15 de janeiro de 1918), foi um médico e político brasileiro, tendo interinamente ocupado o governo da Bahia.

## Biografia
Era filho do tenente José de Aquino Tanajura, herói da guerra de Independência da Bahia, e d. Felismina de Aquino Tanajura. Ainda estudante, participou com afinco do combate à epidemia de cólera que assolava o Recôncavo baiano, tendo a saúde afetada. A doença foi o objeto de sua tese de formatura e a razão pela qual buscou refúgio em Palmas de Monte Alto, em tratamento.
De Monte Alto parte para Rio de Contas, em 1857, a fim de lidar com o surto da epidemia colérica que ali grassava. Em 1861 é chamado à vizinha Vila Velha (Livramento) para tratar da filha de Miguel Alves Coelho - Antônia Francisca de Jesus Alves Castro Coelho, com quem vem a se casar.
Recebeu, do Imperador Pedro II do Brasil, a comenda a Imperial Ordem da Rosa, em reconhecimento pelos serviços médicos prestados.
Ingressa na política, elegendo-se vereador em Rio de Contas e, em 1889, deputado provincial, não tomando posse, porém, em razão da Proclamação da República - evento que o faz ser nomeado intendente de Rio de Contas (1890-1893), sendo depois eleito para este cargo (1893-1895) e reeleito (1896-1899).

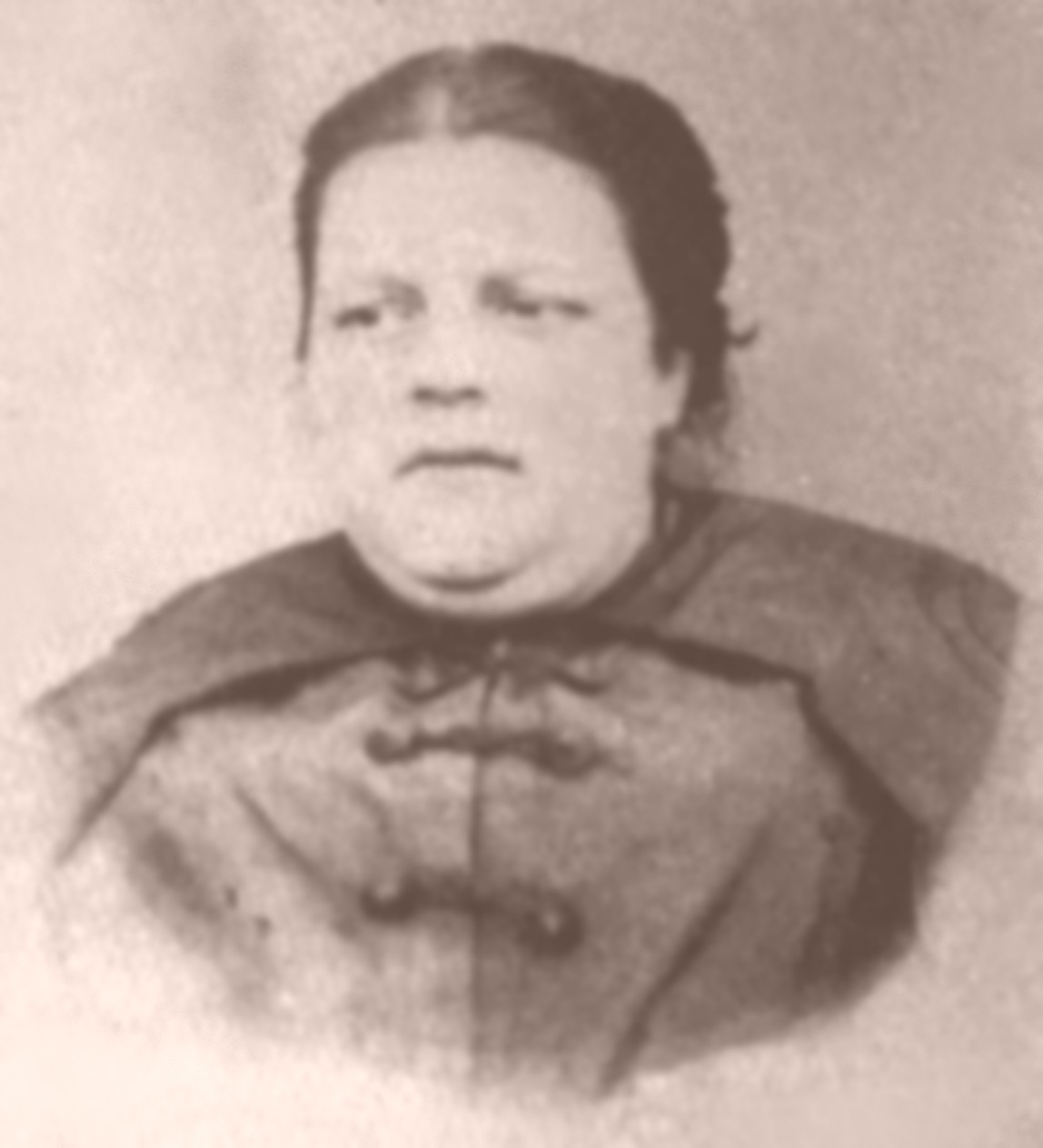
Antônia Francisca, esposa.

Concorreu à assembléia constituinte nacional de 1891, sem sucesso. Foi, porém, vitorioso para o Senado Estadual - para o qual elegeu-se sucessivamente até 1906. No Senado ocupou a Primeira Secretaria e a Presidência, esta de 1896 a 1905, ocasião em que substituiu o governador Luiz Vianna, em suas ausências.
Quando no governo de José Marcelino de Sousa, foi acusado de participação no atentado contra o mandatário estadual - acusação que refutou veementemente. Encerrou a vida pública na candidatura vitoriosa de José Joaquim Seabra, em 1911, voltando para o sertão, onde faleceu.

## Citação
Ao refutar nos jornais sua participação no atentado ao Governador Marcelino, Tanajura afirmou:
"Da política só colhi prejuízos e trabalho, podendo isso servir de exemplo aos políticos que forem patriotas e tenha serviços reais, não visando somente o vil interesse. O prestígio de que sempre gozei não foi devido à política e sim ao meu procedimento e serviços à humanidade com toda sorte de abnegação. Não deixo riquezas aos meus filhos, porque sempre vivi para a humanidade, servindo desinteressadamente aos amigos e sofrendo prejuízos em meus haveres."